# Mbandi I
Mbandi I est un village de la Région du Littoral du Cameroun, situé dans la commune de Ngambe. 

## Population et développement
En 1967, la population de Mbandi I était de 90 habitants, essentiellement des Babimbi du peuple Bassa. La population de Mbandi I était de 28 habitants dont 15 hommes et 13 femmes, lors du recensement de 2005.  